# L'Era del Castell
L'Era del Castell és un indret del terme de Sant Esteve de la Sarga, al Pallars Jussà, en el territori del poble de Castellnou de Montsec.
L'Era del Castell està situada ran mateix de Castellnou de Montsec, al costat est del nucli de població, on actualment hi ha l'entrada de vehicles al poble.